# Дискография Эйкона
На этой странице представлена дискография Эйкона.

## Дискография

### Альбомы
| Год  | Альбом | Позиции в чартах | Позиции в чартах | Позиции в чартах | Позиции в чартах | Позиции в чартах | Позиции в чартах | Позиции в чартах | Позиции в чартах | Позиции в чартах | Позиции в чартах | Статистика продаж                                                       |
| Год  | Альбом | U.S.             | UK               | AUS              | CH               | AUT              | FR               | SWE              | NZ               | CAN              | UWC              | Статистика продаж                                                       |
| ---- | --- | ---------------- | ---------------- | ---------------- | ---------------- | ---------------- | ---------------- | ---------------- | ---------------- | ---------------- | ---------------- | ----------------------------------------------------------------------- |
| 2004 | Trouble - Выпущен: 2003 г. - Форматы: CD, 2xCD, 2xLP, Cassette Переход к описанию альбома                         | 18               | 1                | 12               | 31               | 32               | 11               | 49               | 2                | 26               | 12               | В США: 1.4 миллиона В Великобритании: 487,000 По всему миру: 3 миллиона |
| 2006 | Konvicted - Выпущен: 14 ноября 2006 г. - Форматы: CD, 2xCd, 2xLP, DVD, NTSC, Cassette. Переход к описанию альбома | 2                | 16               | 16               | 23               | -                | 7                | 41               | 1                | 4                | 2                | В США: 2,185,326 По всему миру: 3,435,700                               |
| 2008 | Freedom - Выпущен: 2 декабря 2008 г. - Форматы: CD Переход к описанию альбома                                     | 7                | 6                | 20               | 9                | 3                | -                | -                | -                | 4                | -                | В США: По всему миру:                                                   |
| 2013 | Stadium - Форматы: CD Переход к описанию альбома                                                                  |                  |                  |                  |                  |                  |                  |                  |                  |                  |                  |                                                                         |
| 2019 | El Negreeto - Выпущен: 4 октября 2019 г. - Форматы: CD Переход к описанию альбома                                 |                  |                  |                  |                  |                  |                  |                  |                  |                  |                  |                                                                         |
| 2019 | Akonda - Выпущен: 25 октября 2019 г. - Форматы: CD Переход к описанию альбома                                     |                  |                  |                  |                  |                  |                  |                  |                  |                  |                  |                                                                         |
| 2020 | Ain't No Peace - Выпущен: 31 июля 2020 г. - Форматы: CD Переход к описанию альбома                                |                  |                  |                  |                  |                  |                  |                  |                  |                  |                  |                                                                         |

### Альбом «Trouble»
«Trouble» — это дебютный альбом Эйкона, выпущенный в 2003 году.
Переживания и впечатления, полученные в прошлом, подтолкнули Эйкона к созданию этого альбома.

#### Об альбоме
- Жанр: Хип-хоп
- Стиль: R&B/Swing
- Язык песен: английский
- Длительность: 49:57 (13 треков)
- Дата релиза альбома — 29 июня 2004 года
- Всего было 38 изданий альбома «Trouble» (с 2003 по 2007 годы)[4][5].
- Издания в России:

1. 2005 год — CD-альбом, 13 треков[6].
2. 2005 год — 2хCD-альбом,23 трека[5].

#### Список композиций
- CD-альбом, 2005, лейбл — Universal Music Russia (каталожный номер 260 057-4)[6]:

1. «Locked Up».[7] (3:55)
2. «Trouble Nobody». (3:24)
3. «Bananza (Belly Dancer)». (4:00)
4. «Gangsta». (при участии Daddy T., Devyne & Picklehead) (4:15)
5. «Ghetto». (3:55)
6. «Pot of Gold».[8] (3:36)
7. «Show Out». (3:24)
8. «Lonely».[9] (3:55)
9. «When the Time’s Right». (3:44)
10. «Journey». (4:16)
11. «Don’t Let Up». (4:03)

- 2хCD-альбом, 2005 год, лейбл — Universal Records (каталожный номер 2600707), Street Records Corporation (каталожный номер 2600707)[6]:

1. «Locked Up» (3:56), «Trouble Nobody» (3:22), ««Bananza.» (Belly Dancer) (4:00), «Gangsta» (4:15; при участии: Daddy T., Devyne и Picklehead), «Ghetto» (3:55), «Pot of Gold» (3:36), «Show Out» (3:24), «Lonely» (3:55), «When the Time’s Right» (3:44), «Journey» (4:18), «Don’t Let Up» (4:03), «Easy Road» (3:22), «Locked Up» (Remix) (4:07; при участии Styles P.);
2. «Belly Dancer» (Bananza) (Remix) (3:27; при участии Kardinal Offishall), «Gunshot» (Fiesta Riddim) (2:50), «Senegal» (2:52), P-Money — «Keep On Callin'» (3:31; при участии Эйкона), Sean Biggs — «Never Gonna Get It» (3:36; при участии Эйкона и Topic (2)), Miri Ben-Ari — «Miss Melody» (3:49; при участии Эйкона), Эйкон и Kardinal Offishall — «Kill The Dance» (Got Something For Ya) (2:56), The Beatnuts — «Find Us» (In The Back Of The Club) (3:15; при участии Эйкона), Baby Bash — «Baby I’m Back» (3:39; при участии Эйкона), Grady Babyz — «Yey'» (Konvict Muzik Exclusive) (4:31).

#### Сертификаты
| ARIA | Золотой сертификат — 09.08.2005                                                                                          |
| SNEP | Золотой сертификат — 28.06.2005                                                                                          |
| BPI  | Платиновый сертификат — 22 апреля 2005 года (Золотой сертификат — 25.02.2005 г., Серебряный сертификат — 18.02.2005 г.). |
| RIAA | Платиновый сертификат — 27 апреля 2005 года (Золотой сертификат — 13.12.2004 г.).                                        |

#### Рецензии
- RapReviews (Akon - Trouble Album).
- AllMusic (Akon - Trouble Album).
- MusicOMH (Akon - Trouble Album).

#### Обзоры
- Akon Trouble.
- Akon - Trouble User Opinions – sputnikmusic.
- AKON - Альбом: Trouble - Звуки.Ру.

### Альбом «Konvicted»
«Konvicted» — это второй студийный альбом Эйкона. Год выпуска — 2006. Этот альбом был признан одним из лучших релизов года.

#### Об альбоме
- Жанр: Хип-Хоп, Funk/Soul
- Стиль: Contemporary R&B, Rap
- Язык песен: английский
- Всего было 50 изданий альбома «Konvicted» (с 2006 по 2022 годы)[14].
- Издание в России: 2006 год — CD-альбом, 12 треков[15].

#### Список композиций
CD-альбом, 2006 год, лейбл — Street Records Corporation (каталожный номер 46050 2600972), Universal Motown (каталожный номер 46050 2600972):
1. «Shake Down». (3:52)
2. «Blown Away». (3:29; при участии Styles P)
3. «Smack That». (3:32; при участии Eminem)
4. «I Wanna Love You». (4:07; при участии Snoop Dogg)
5. «The Rain». (3:27)
6. «Never Took The Time. (3:57)
7. «Mama Africa». (4:25)
8. «I Can't Wait».(3:46)
9. «Gangsta Bop». (4:06)
10. «Tired Of Runnin'». (4:33)
11. «Once In A While». (3:57)
12. «Don't Matter». (4:52)

#### Сертификаты
| ARIA | Золотой сертификат — 09.08.2005 |
| SNEP | Золотой сертификат — 19.11.2006 |

#### Рецензии
- HipHopDX (Akon - Konvicted Album).
- AllHipHop (Akon - Konvicted Album).
- AllMusic (Akon - Konvicted Album).
- Rolling Stone (Akon - Konvicted Album).

#### Обзоры
- https://www.sputnikmusic.com/review/12133/Akon-Konvicted/.
- Akon - Konvicted User Opinions – sputnikmusic.

### Альбом «Freedom»
«Freedom» — это третий студийный альбом Эйкона. Год издания 2008.

#### Список композиций
1. «Right Now (Na Na Na)» (4:01)
2. «Beautiful» (5:13; при участии Colby O’Donis и Kardinal Offishall)
3. «Keep You Much Longer» (4:18)
4. «Troublemaker» (3:57; при участии Sweet Rush)
5. «We Don’t Care» (3:34)
6. «I’m So Paid» (3:26; при участии Young Jeezy и Lil Wayne)
7. «Holla Holla» (3:00; при участии T-Pain)
8. «Against the Grain» (3:46; при участии Ray Lavender)
9. «Be with You» (3:49)
10. «Sunny Day» (3:15; при участии Wyclef Jean)
11. «Birthmark» (3:59)
12. «Over the Edge» (4:20)
13. «Freedom» (4:12)
14. «Clap Again» (5:11)

### Альбом «El Negreeto»

#### Список композиций
1. «Te quiero amar» (3:46; при участии Pitbull)
2. «Báilame lento» (4:02)
3. «Cómo no» (3:13; при участии Becky G)
4. «Boom, Boom» (2:32; при участии Anitta)
5. «Dile» (3:12)
6. «Innocente» (3:24)
7. «Sólo Tú» (3:41; при участии Farruko)
8. «Baila conmigo» (3:51)

### Альбом «Akonda»

#### Список композиций
1. «Welcome To Africa» (3:07)
2. «Scammers» (2:10; при участии Olamide)
3. «Low Key» (3:13)
4. «Bottom» (3:11)
5. «Boogie Down» (2:58)
6. «Take Your Place» (3:47; при участии izz Daniel)
7. «Control» (3:51; при участии Skales)
8. «Kryptonite» (3:26)
9. «Pretty Girls» (3:15; при участии Afro B)
10. «Wakonda» (2:25)

### Микстейпы
| Год  | Альбом                                                                                  | Позиции в чартах | Позиции в чартах | Позиции в чартах | Позиции в чартах | Позиции в чартах | Позиции в чартах | Позиции в чартах | Позиции в чартах | Позиции в чартах | Позиции в чартах | Статистика продаж                       |
| Год  | Альбом                                                                                  | U.S.             | UK               | AUS              | CH               | AUT              | FR               | SWE              | NZ               | CAN              | UWC              | Статистика продаж                       |
| ---- | --------------------------------------------------------------------------------------- | ---------------- | ---------------- | ---------------- | ---------------- | ---------------- | ---------------- | ---------------- | ---------------- | ---------------- | ---------------- | --------------------------------------- |
| 2007 | Illegal Alien Vol. 1 - Первый микстейп - С: Konvict Muzik - Выпущен: 2005 - Форматы: CD | -                | -                | -                | -                | -                | -                | -                | -                | -                | -                | В США: В Великобритании: По всему миру: |

## Синглы
| Год  | Название                              | Позиции в чартах | Позиции в чартах | Позиции в чартах | Позиции в чартах | Позиции в чартах | Позиции в чартах | Позиции в чартах | Позиции в чартах | Позиции в чартах | Позиции в чартах | Позиции в чартах | Позиции в чартах | Позиции в чартах | Позиции в чартах | Позиции в чартах | Альбом                               |
| Год  | Название                              | US               | UK               | AUS              | NZ               | AUT              | CH               | GER              | BE               | IRL              | FR               | SWE              | NO               | FIN              | NL               | WW               | Альбом                               |
| ---- | ------------------------------------- | ---------------- | ---------------- | ---------------- | ---------------- | ---------------- | ---------------- | ---------------- | ---------------- | ---------------- | ---------------- | ---------------- | ---------------- | ---------------- | ---------------- | ---------------- | ------------------------------------ |
| 1998 | «Operations of Nature»                | -                | -                | -                | -                | -                | -                | -                | -                | -                | -                | -                | -                | -                | -                | -                | Не выпущен                           |
| 2004 | «Locked Up» (при участии Styles P.)   | 8                | 5                | 33               | -                | 64               | 19               | 15               | -                | 10               | 12               | -                | -                | -                | -                | 35               | Trouble                              |
| 2005 | «Ghetto»                              | 92               | -                | -                | -                | -                | -                | -                | -                | -                | -                | -                | -                | -                | 3                | -                | Trouble                              |
| 2005 | «Lonely»                              | 4                | 1                | 1                | 1                | 1                | 1                | 1                | 2                | 1                | 2                | 2                | 2                | 19               | 1                | 3                | Trouble                              |
| 2005 | «Belly Dancer (Bananza)»              | 30               | 5                | 23               | 12               | 54               | 40               | 32               | 29               | 11               | 45               | -                | -                | -                | -                | 36               | Trouble                              |
| 2005 | «Pot Of Gold»                         | -                | 77               | -                | -                | -                | -                | 95               | -                | 33               | -                | -                | -                | -                | -                | -                | Trouble                              |
| 2006 | «Smack That» (при участии Эминема)    | 2                | 1                | 2                | 1                | 9                | 3                | 5                | 3                | 1                | 4                | 3                | 1                | 3                | 6                | 2                | Konvicted                            |
| 2006 | «I Wanna Love You» 1 (со Снуп Доггом) | 1                | 3                | 6                | 2                | 29               | 16               | 14               | 16               | 2                | -                | 19               | 16               | -                | 21               | 4                | Konvicted/ Tha Blue Carpet Treatment |
| 2007 | «Don't Matter» 1                      | 1                | 12               | -                | 35               | -                | -                | -                | -                | 33               | -                | 25               | -                | -                | -                | 6                | Konvicted                            |

### Сотрудничество
| Год  | Название                                                                                        | Позиции в чартах | Позиции в чартах | Позиции в чартах | Позиции в чартах | Позиции в чартах | Позиции в чартах | Позиции в чартах | Позиции в чартах | Позиции в чартах | Позиции в чартах | Позиции в чартах | Позиции в чартах | Позиции в чартах | Позиции в чартах | Позиции в чартах | Альбом                                 |
| Год  | Название                                                                                        | US               | UK               | AUS              | NZ               | AUT              | CH               | GER              | BE               | IRL              | FR               | SWE              | NO               | FIN              | NL               | WW               | Альбом                                 |
| ---- | ----------------------------------------------------------------------------------------------- | ---------------- | ---------------- | ---------------- | ---------------- | ---------------- | ---------------- | ---------------- | ---------------- | ---------------- | ---------------- | ---------------- | ---------------- | ---------------- | ---------------- | ---------------- | -------------------------------------- |
| 2005 | «Keep On Calling» (P-Money при участии Эйкона)                                                  | -                | -                | -                | 23               | -                | -                | -                | -                | -                | -                | -                | -                | -                | -                | -                | Magic City                             |
| 2005 | «Baby I’m Back» (Baby Bash при участии Эйкона)                                                  | 19               | -                | -                | -                | -                | -                | -                | -                | -                | -                | -                | -                | -                | -                | -                | Super Saucy                            |
| 2005 | «Soul Survivor» (Young Jeezy при участии Эйкона)                                                | 4                | 16               | -                | -                | -                | -                | 74               | -                | 32               | -                | -                | -                | -                | -                | 28               | Let's Get It: Thug Motivation 101      |
| 2005 | «Moonshine» (Savage при участии Эйкона)                                                         | -                | -                | 9                | 1                | -                | -                | -                | -                | -                | -                | -                | -                | -                | -                | -                | Moonshine                              |
| 2006 | «Snitch» (Obie Trice при участии Эйкона)                                                        | -                | 44               | 39               | -                | -                | -                | -                | -                | 44               | 58               | 37               | -                | -                | -                | -                | Second Round’s on Me                   |
| 2006 | «Girls» (Beenie Man при участии Эйкона)                                                         | -                | 47               | -                | 38               | -                | -                | -                | -                | -                | -                | -                | -                | -                | -                | -                | Undisputed                             |
| 2006 | «I Am Not My Hair» (India.Arie при участии Эйкона)                                              | 97               | 65               | -                | -                | -                | -                | -                | -                | -                | -                | -                | -                | -                | -                | -                | Testimony: Vol. 1, Life & Relationship |
| 2007 | «The Sweet Escape» 1 (Гвен Стефани при участии Эйкона)                                          | 2                | 2                | 2                | 1                | 6                | 10               | 6                | 9                | 4                | -                | 11               | 5                | 8                | 5                | 1                | The Sweet Escape                       |
| 2007 | «I Tried» 1 (Bone Thugs-N-Harmony при участии Эйкона)                                           | 7                | -                | -                | -                | -                | -                | -                | -                | -                | -                | -                | -                | -                | -                | 27               | Strength and Loyalty                   |
| 2007 | «We Takin' Over» 1 (DJ Khaled при участии Эйкона, T.I., Рик Росс, Fat Joe, Lil Wayne и Birdman) | 36               | -                | -                | -                | -                | -                | -                | -                | -                | -                | -                | -                | -                | -                | -                | We The Best                            |
| 2007 | «Bartender» 2 (T-Pain при участии Эйкона)                                                       | -                | -                | -                | -                | -                | -                | -                | -                | -                | -                | -                | -                | -                | -                | -                | Epiphany                               |

Заметки:
- 1 Текущее положение в чартах.
- 2 Уже выпущенные.

## Синглы спродюсированные Эйконом
- 2004: «Locked Up» (Экон при участии Styles P.)
- 2005: «Lonely» (Эйкон)
- 2005: «Ghetto» (Эйкон)
- 2005: «Bananza (Belly Dancer)» (Эйкон)
- 2005: «Pot of Gold» (Эйкон)
- 2005: «Soul Survivor» (Young Jeezy при участии Эйкона)
- 2006: «Snitch» (Obie Trice при участии Эйкона)
- 2006: «I Am Not My Hair» (India.Arie при участии Эйкона)
- 2006: «Girls» (Beenie Man при участии Эйкона)
- 2006: «I Wanna Love You» (Эйкон со Снуп Доггом)
- 2006: «The Sweet Escape» (Гвен Стефани при участии Эйкона)
- 2007: «Don't Matter» (Эйкон)
- 2007: «Never Never» (Brick & Lace)
- 2007: «I Tried» (Bone Thugs-N-Harmony при участии Эйкона)
- 2007: «Get That Clear (Hold Up)» (Brick & Lace)

### Другие синглы спродюсированные Эйконом
- 2005: «So Fly» (Эйкон & Blewz)
- 2006: «Ridin' Overseas» (Chamillionaire при участии Эйкона)
- 2007: «Never Forget Me» (Bone Thugs-N-Harmony при участии Эйкона)

## Видеография
- «Operations of Nature»
- «Locked Up»
- «Locked Up (Remix)» (при участии Styles P.)
- «Lonely»
- «Ghetto»
- «Bananza (Belly Dancer)»
- «Pot Of Gold»
- «Baby I’m Back» (Baby Bash при участии Эйкона)
- «Soul Survivor» (Young Jeezy при участии Эйкона)
- «Can You Believe It?» (Styles P при участии Эйкона)
- «Moonshine» (Savage при участии Эйкона)
- «Snitch» (Obie Trice при участии Эйкона)
- «Girls» (Beenie Man при участии Эйкона)
- «I Am Not My Hair (Konvict Remix)» (India.Arie при участии Эйкона)
- «Ghetto Soldier» (Papoose при участии Эйкона)
- «Smack That» (при участии Эминема)
- «I Wanna Love You» (со Снуп Доггом)
- «The Sweet Escape» (Гвен Стефани при участии Эйкона)
- «Don't Matter»
- «I Tried» (Bone Thugs-N-Harmony при участии Эйкона)
- «We Takin' Over» (DJ Khaled при участии Эйкона, T.I., Fat Joe, Рик Росс, Birdman, & Lil Wayne)
- «Bartender» (T-Pain feat. Akon)
- «The Way She Moves» (Zion feat. Akon)
- «9mm» (David Banner feat. Akon, Lil Wayne & Snoop Dogg)
- «Sorry, Blame It on Me»
- «Graveyard Shift» (Kardinal Offishall feat. Akon)
- «Sweetest Girl (Dollar Bill)» (Wyclef Jean feat. Akon & Lil Wayne)
- «Hypnotized» (Plies feat. Akon)
- «Still Will» (50 Cent feat. Akon)
- «Certified» (Glasses Malone feat. Akon)
- "I Can't Wait (Akon feat. T-Pain)
- "What You Got (Colby O'Donis feat. Akon)
- "What's Love (Shaggy feat. Akon)
- "Dangerous (Kardinal Offishall feat. Akon)
- «Body on Me» (Nelly feat. Akon & Ashanti)
- «Out Here Grindin» (DJ Khaled feat. Rick Ross, Akon, Plies, Ace Hood, Lil Boosie & Trick Daddy)
- «That's Right» (Three Six Mafia) feat. Akon
- «Wake It Up» (E-40) feat. Akon
- «Just Dance» (Lady GaGa feat. Colby O Donis & Akon)
- «I'm So Paid» (Akon) feat. Lil Wayne e Young Jeezy
- "Right Now (Na Na Na)
- «Frozen» (Tami Chynn ft. Akon)
- «Silver and gold» (Sway ft. Akon)
- «Beautiful»(Akon feat Colby O’Donis and Kardinal Offishall)
- «Arab Money (Remix)»(Busta Rhymes feat. Ron Browz, Diddy, Swizz Beatz, T-Pain, Akon & Lil Wayne)
- «Day Dreaming»(DJ Drama feat. Akon, Snoop Dogg & T.I.)
- «Stuck With Each Other»(Shontelle Ft. Akon)
- «Just Go» (Lionel Richie feat Akon)
- «Get Low Wit It» (Romeo feat.Akon)
- «One» (Fat Joe feat. Akon)
- «Blood into gold» (Peter Buffet Feat. Akon)
- "Dream girl(Tay dizm feat akon)
- «Overtime» (Ace Hood ft T-Pain and Akon)
- «Like Money» (Wonder Girls feat. Akon)

## В качестве гостя
- 1996 «Fu-Gee-La (Refugee Camp Global Mix)» (The Fugees при участии Эйкона)
- 1999 «Hey Mama» (Don Yute при участии Эйкона)
- 2000 «What Must I Do» (Lil Zane при участии Эйкона)
- 2001 "This Boy Here " (Que Bo Gold при участии Эйкона)
- 2001 «Sit Down Somewhere» (Que Bo Gold при участии Эйкона & Rere)
- 2001 «Lil' Buddy» (Que Bo Gold при участии Эйкона, Rasheeda & Polo)
- 2002 «The New Message» (Kam при участии Эйкона)
- 2004 «Rebel Musik» (Monsieur R при участии Эйкона)
- 2005 «Make It Hot» (Rasheeda при участии Эйкона)
- 2005 «Keep Up» (20 East при участии Эйкона)
- 2005 «Moonshine» (Savage при участии Эйкона)
- 2005 «Baby I'm Back» (Baby Bash при участии Эйкона)
- 2005 «No Way Jose» (Baby Bash при участии Эйкона)
- 2005 «He’s Leavin» (Leah Beabout) при участии Эйкона (unreleased)
- 2005 «Kill The Dance» (Kardinal Offishall при участии Эйкона)
- 2005 «So Cold» (Ric-A-Che при участии Эйкона)
- 2005 «Look At Me Now» (Norfolk Little при участии Эйкона)
- 2005 «So Fly» (Blewz при участии Эйкона)
- 2005 «Little Do They Know» (Allstars при участии Эйкона)
- 2005 «Soul Survivor» (Young Jeezy при участии Эйкона)
- 2005 «Can You Believe It» (Styles P при участии Эйкона)
- 2005 «Back Again» (KAI при участии Эйкона)
- 2005 «Keep On Callin» (P Money при участии Эйкона)
- 2005 «Drop» (Milano при участии Эйкона)
- 2005 «Come Home» (Play-N-Skillz при участии Эйкона)
- 2005 «Stay Down» (Ruff Ryders при участии Flashy & Эйкона)
- 2005 «Hustler’s Story» (The Notorious B.I.G. при участии Scarface, Big Gee и Эйкона)
- 2005 «Miss Melody» (Miri Ben-Ari при участии Эйкона)
- 2005 «Ghetto Soldier» (Miri Ben-Ari при участии Эйкона и Beenie Man)
- 2005 «How I Roll» (Juelz Santana ри участии Эйкона)
- 2006 «She Wanna Ride» (Capone при участии Эйкона)
- 2006 «Wacha Gonna Do» (Brian McKnight при участии Эйкона and Juvenile)
- 2006 «Thats All I Know» (Kira при участии Эйкона, B.I.G., Keith Murray and G-Dep)
- 2006 «Gun In My Hand» (Booba при участии Эйкона)
- 2006 «Mr. Martin» (Pras Michel при участии Эйкона)
- 2006 «I Promise You (Akon Pop Remix)» (Elvis White при участии Эйкона)
- 2006 «I Promise You (Akon Club Remix)» (Elvis White при участии Эйкона)
- 2006 «U Got Me» (T-Pain при участии Эйкона)
- 2006 «Ur Not The Same» ([-Pain при участии Эйкона)
- 2006 «Party Gets Hot Tonight» (Rah Digga при участии Эйкона)
- 2006 «Find Us» (The Beatnuts при участии Эйкона)
- 2006 «Presidential Remix» (Youngbloodz при участии Эйкона)
- 2006 "I Am Not My Hair (Konvict Remix) (India Arie при участии Эйкона)
- 2006 «Slow Wind Remix» (R. Kelly при участии Эйкона & Sean Paul)
- 2006 «Never Gonna Get It» (Sean Biggs при участии Topic & Akon)
- 2006 «Some More» (Keith Sweat при участии Эйкона)
- 2006 «Street Life» (Azad при участии Эйкона)
- 2006 «Watch Your Movements» (Black Rob при участии Эйкона)
- 2006 «On The Block All Day» (Serius Jones при участии Эйкона)
- 2006 «Im Real» (Bleu Davinci при участии Эйкона)
- 2006 «Hood Times» (Big Adept при участии Эйкона)
- 2006 «Home Invaders» (Paperview при участии Эйкона)
- 2006 «Ready To» (Reynos при участии Эйкона)
- 2006 «Murderer Part II» (Uncle Murda при участии Эйкона)
- 2006 «Ride Out» (Tru Life при участии Эйкона)
- 2006 «Clack Clack» (Red Cafe при участии Эйкона)
- 2006 «Girls» (Beenie Man при участии Эйкона)
- 2006 «Snitch» (Obie Trice при участии Эйкона)
- 2006 «Look Me in My Eyes» (Blast при участии Эйкона)
- 2006 «Let It Clap» (Rasheeda при участии Эйкона)
- 2006 «I Wonder» (Smitty при участии Эйкона)
- 2006 «Cross That Line» (Рик Росс при участии Эйкона)
- 2006 «Ghetto Story Chapter 3» (Cham при участии Эйкона)
- 2006 «Go To War» (Papoose при участии Эйкона)
- 2006 «I Wanna Fuck You» (Plies при участии Эйкона)
- 2006 «Put It On Me» (Blewz при участии Эйкона)
- 2006 «Watch Out» (DJ Khaled при участии Эйкона, Styles P, Fat Joe, Рик Росс)
- 2006 «Coulibaly (Akon Remix)» (Amadou & Mariam при участии Эйкона)
- 2006 «Survivor» (40 Cal. при участии Эйкона)
- 2006 «Hard» (Balboa при участии Эйкона, Jody Breeze, Killer Mike)
- 2006 «Light Up» (Trick Daddy при участии Эйкона, T.I. и Juelz Santana)
- 2006 «Dyoing Dyoing Dyoing» (Ray Black при участии Эйкона)
- 2006 «Boss' Life» (Снуп Догг при участии Эйкона & Julio G)
- 2006 «Ridin' Overseas» (Chamillionaire при участии Эйкона)
- 2006 «Plentimo» (Gypsy Stokes при участии Эйкона)
- 2007 «The Sweet Escape» (Гвен Стефани при участии Эйкона)
- 2007 «I Tried» (Bone Thugs-N-Harmony при участии Эйкона)
- 2007 «Never Forget Me» (Bone Thugs-N-Harmony при участии Эйкона)
- 2007 «Dubhop» (Tariq L при участии Эйкона)
- 2007 «We Do» (Ginuwine при участии Эйкона)
- 2007 «Be Easy» (G.A.G.E. при участии Эйкона)
- 2007 «What I’m Gonna Do» (G.A.G.E. при участии Эйкона)
- 2007 «On Me» (Lil Fizz при участии Эйкона)
- 2007 «Ok» (Brasco при участии Эйкона)
- 2007 «Natural Born Hustler» (Trey Songz при участии Эйкона)
- 2007 «I’m So Fly» (Juvenile при участии Эйкона)
- 2007 «Exausted From Ballin» (Kasual при участии Эйкона)
- 2007 «We Takin' Over» (DJ Khaled, Эйкон, T.I., Рик Росс, Fat Joe, Birdman, & Lil Wayne)
- 2007 «The Sweet Escape (Konvict Remix)» (Гвен Стефани при участии Эйкона)
- 2007 «Kalifornia» (Yukmouth при участии Эйкона)
- 2007 «Nobody (Don’t Matter) (Official Remix)» (Nivea при участии Эйкона)
- 2007 «Nobody (Don’t Matter)» (Candace Jones при участии Эйкона)
- 2007 «I Wanna Fuck You (Remix)» (Sean Paul при участии Эйкона)
- 2007 «Eternal Sunshine» (Luniz при участии Эйкона, Lil Wayne, TI (Blend))
- 2007 «The Verdict» (Juvenile при участии Эйкона)
- 2007 «Eyes On You» (Styles P при участии Эйкона)
- 2007 «Change Up» (Fabolous при участии Эйкона)
- 2007 «Naturel Charm» (Trey Songz при участии Эйкона)
- 2007 «Untitled» (Foxy Brown при участии Эйкона)
- 2007 «Happy Days» (Sway DaSafo при участии Эйкона & Monkane)
- 2007 «My Cellblock» (Sway DaSafo при участии Эйкона & Lupe Fiasco)
- 2007 «Donkey Kong» (Ray L (при участии Эйкона)
- 2007 «Crunked at the Strip Club» (Lil Jon при участии T-Pain & Эйкона)
- 2007 «The Way She Moves» (Zion при участии Эйкона)
- 2007 «Do You Feel Me» (Rosco при участии Эйкона и Jadakiss)
- 2007 «By My Side» (Trazz при участии Эйкона и DJ Noodles (на семплы сингла Moonshine))
- 2007 «Family» (Swizz Beatz при участии Jadakiss, Drag-On & Эйкона)
- 2007 «Hero» (T.I. при участии Эйкона)
- 2007 «Bartender» (T-Pain при участии Эйкона)
- 2007 «Do Right» (Mario при участии Эйкона)
- 2007 «Gangsta Bop» (The Game при участии Эйкона)
- 2007 «Da Last 2 Walk» (Three 6 Mafia при участии Эйкона, Bun B, Chamillionaire, Fat Joe, Lil' Scrappy, Paul Wall, Ice Cube & Slim Thug)
- 2007 «Graveyard Shift» (Kardinal Offishall при участии Эйкона & Daytona)
- 2007 «9mm» (David Banner при участии Эйкона, Lil Wayne & Снуп Догга)
- 2007 «Who The Fuck Is That» (Dolla при участии Эйкона & T-Pain)
- 2007 «Set It Off» (50 Cent при участии Эйкона)
- 2007 «Ankle Up, Shoulders Down» (Ma$e при участии Эйкона & Tony Yayo)
- 2007 «A New Beginning» (Michael Jackson при участии Эйкона)
- 2007 «Your Jealousy» (Chamillionaire при участии Эйкона)
- 2007 «Bring it On» (Daddy Yankee feat. Akon)
- 2007 «I’ll Still Kill» (50 Cent feat. Akon)
- 2007 «Keep on Callin» (Joell Ortiz feat. Akon
- 2007 «Outlaw» (40 Cal. feat. Akon)
- 2007 «By My Side» (Tugg Boat feat. Akon)
- 2007 «That’s Right» (Three 6 Mafia feat. Akon)
- 2007 «Graveyard Shift» (Kardinal Offishall feat. Akon)
- 2007 «The Verdict» (Juvenile feat. Akon)
- 2007 «Street Riders» (The Game feat. Akon & Nas)(2007, 2008)
- 2007 «Certified» (Glasses Malone feat. Akon)
- 2007 «Get Buck In Here» (Felli Fel feat. Diddy, Ludacris, Lil Jon & Akon)
- 2007 «Presentation» (Munga feat. Akon)
- 2007 «Sweetest Girl (Dollar Bill)» (Wyclef Jean feat. Akon, Lil Wayne & Nia)
- 2007 «Sweetest Girl (remix)» (Wyclef Jean feat. Akon, Lil Wayne & Raekwon)
- 2007 «On tha Block» (Gonzoe feat. Akon & Rosco Umali)
- 2007 «Back on the Block» (Beanie Sigel feat. Akon)
- 2007 «All I Know» (Hell Rell feat. Akon)
- 2007 «Hypnotized» (Plies feat. Akon)
- 2007 «Messed Up» (Chingy feat. Akon)
- 2007 «What’s Love» (Shaggy feat. Akon)
- 2007 «Natural Born Hustla» (Cyssero feat. Akon, 4 Corners & killaQueenz)
- 2007 «Losing It» (Rock City feat. Akon)
- 2007 «Clear the Air» (Busta Rhymes feat. Akon & Shabba Ranks)
- 2007 «Soldier» (Tiken Jah Fakoly feat. Akon)
- 2007 «Do Right» (Mario feat. Akon)
- 2007 «What You Got» (Colby O’Donis feat. Akon)
- 2007 «That’s Me» (Big Adept feat. Akon)
- 2007 «That’s Me (Remix)» (615 feat. Akon)
- 2007 «On The Run» (Brisco feat. Flo-Rida and Akon)
- 2007 «Rush» (Akon Feat.Kardinal Offishall)
- 2007 «Smalltime Gangster» (NOX Feat.Akon)
- 2008 «Borrow U» (40 Glocc ft. Akon)
- 2008 «Take You Away» (Colby O’Donis Feat. Akon & Romeo)
- 2008 «Wanna Be Startin' Somethin' 2008» (Michael Jackson feat. Akon and Will.I.Am)
- 2008 «One False Move» (C-Murder feat. Akon)
- 2008 «Sucker For Love» (Jason Miller) feat. Akon)
- 2008 «Dangerous» (Kardinal Offishall feat. Akon)
- 2008 «Move On» (Varsity feat. Akon)
- 2008 «Just Dance» (Lady Gaga feat. Colby O’Donis and Akon)
- 2008 «Shawty» (Kaye Styles feat. Akon)
- 2008 «Frozen» (Tami Chynn feat. Akon)
- 2008 «Plenty Mo» (Stacee Adams feat. Akon)
- 2008 «Everywhere You Go» (Orlando Brown feat. Akon)
- 2008 «Get Low Wit It» (Romeo feat. Akon)
- 2008 «All I Know» (Roccett feat. Akon)
- 2008 «Hustle Man» (Hot Rod feat. Akon & Freeway)
- 2008 «Doing Doing» (Ray L feat. Akon)
- 2008 «So In Lust» (Hunt feat. Akon)
- 2008 «Body on Me» (Ashanti feat. Nelly & Akon)
- 2008 «I’m So Fly» (DJ Green Lantern feat. Akon, Fabolous & Fat Joe)
- 2008 «Out Here Grindin» (DJ Khaled feat. Akon, Rick Ross, Plies, Lil Boosie, Trick Daddy, Lil Wayne, and Ace Hood)
- 2008 «Am I Dreaming» (Kat Deluna feat. Akon)
- 2008 «Shawty (official remix)» (Son-D-Lyte feat. Akon & Kaye Styles)
- 2008 «Dream Big» (Crooked I feat. Akon)
- 2008 «Come On In» (Sean Garrett feat. Akon)
- 2008 «Bye Bye Remix» (Mariah Carey Feat. Akon & Lil Wayne)